# Lettre Mustafa
Pour les articles homonymes, voir Mustafa.

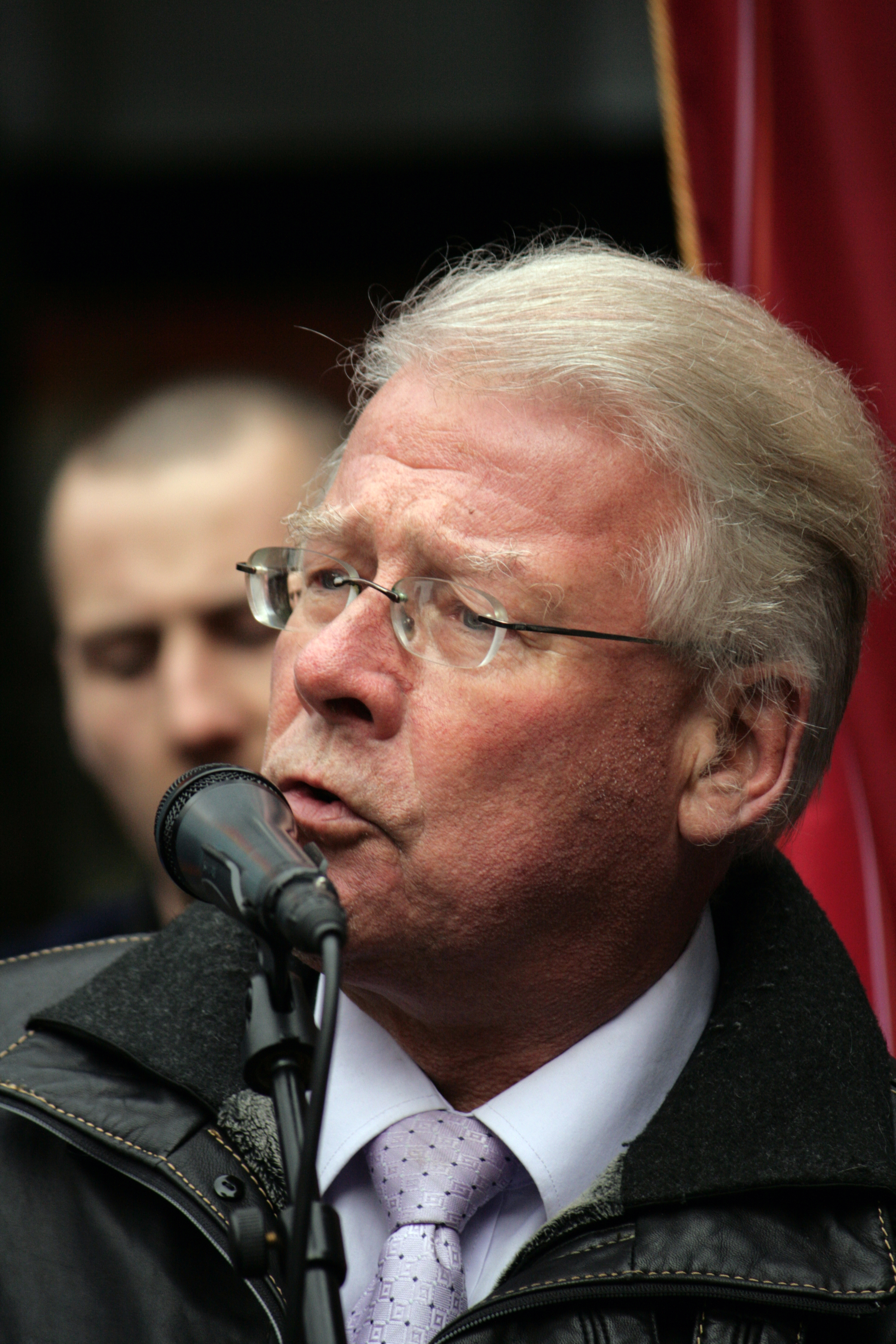
Carl Ivar Hagen

La lettre Mustafa (en norvégien : Mustafa-brevet) était une lettre controversée que le président du Parti du progrès, Carl I. Hagen, a utilisée lors de la campagne électorale de 1987 en Norvège. La lettre était signée par Mohammad Mustafa, un immigrant musulman en Norvège, mais les médias ont rapidement établi que la lettre était faussement attribuée au signataire indiqué. 
La lettre fait l'objet de controverses, à la fois pour la manière dont elle a été utilisée par Hagen, et pour son caractère frauduleux.

## Contenu
À la fin de la campagne électorale de 1987, le 7 septembre lors d'un congrès à Rørvik, Hagen a lu la lettre. Selon les médias, Hagen a commencé par déclarer que « les demandeurs d'asile sont en route pour s'emparer de notre patrie ». Par la suite, il a lu toute la lettre, qui affirmait que les musulmans rendraient la Norvège « musulmane » et que les églises devaient être remplacées par des mosquées. Mustafa s'est déclaré musulman fidèle et a affirmé que les musulmans de Norvège donnaient naissance à plus d'enfants que les Norvégiens.
La lettre était datée du 8 juillet 1987 et se lisait comme suit :
Pour Carl I Hagen, Stortinget. De Mohammad Mustafa, underhaugsv. 15, 0354, Oslo 2
Allah est Allah, et Mahomet est son prophète ! Vous luttez en vain M. Hagen ! L'Islam, la seule vraie foi, remportera également la victoire ici en Norvège. Un jour, les mosquées seront aussi courantes en Norvège que les églises le sont aujourd'hui, et mes arrière-petits-enfants en feront l'expérience. Je sais, et tous les musulmans de Norvège le savent, que la population norvégienne en viendra à la foi, et que ce pays sera musulman ! Nous donnons naissance à plus d'enfants que vous, et plusieurs musulmans croyants arrivent chaque année en Norvège, des hommes en âge de travailler. Un jour, la croix infidèle sur le drapeau disparaîtra également !

## Enquête et procédure judiciaire
Le tabloïd Verdens Gang a rapidement indiqué pouvoir prouver que la lettre était fausse. La lettre ayant été signée avec le nom et l'adresse complets, le journal a pu contacter Mohammad Mustafa pour enquêter sur l'affaire. Mustafa a nié avoir envoyé la lettre, et a également souligné qu'il n'avait pas vécu à l'adresse mentionnée dans la lettre depuis plus d'un an. Mustafa aurait déclaré qu'il se sentait exploité par Carl I. Hagen et qu'il envisageait des démarches légales. À la fin de l'année 1987, il a intenté une action contre Hagen, avec l'avocat Tor Erling Staff. Ce dernier a exigé, au nom de son client, une compensation de la part de Hagen et du Progress Party, à hauteur de 500 000 couronnes norvégiennes. Tor Erling Staff a affirmé que Hagen savait que la lettre était fausse lorsqu'il l'a utilisée pendant la campagne électorale. Hagen a cependant affirmé qu'il ne savait même pas que des journalistes étaient présents à la convention interne du parti, et s'est justifié en précisant qu'il ne s'agissait pas un acte délibéré dans le cadre de la campagne électorale. L'affaire a été portée devant le tribunal de la ville d'Oslo en novembre 1988 et a abouti à un règlement entre les deux parties,.

## Impact sur l'élection[réf.nécessaire]
Le Parti du progrès a presque doublé sa part des voix pour les élections locales de 1987, par rapport aux élections locales de 1983.